# Prathip Ekamparam
Prathip Ekamparam (* 21. August 2001 in Singapur) ist ein singapurischer Fußballspieler.

## Karriere
Prathip Ekamparam erlernte das Fußballspielen in der Jugendmannschaft der Christ Church. Von 2019 bis 2022 spielte er in der Juniorenmannschaft des Erstligisten Lion City Sailors. Seinen ersten Vertrag unterschrieb der Torwart am 1. Januar 2023 beim Erstligisten Young Lions. Die Young Lions sind eine U23-Mannschaft, die 2002 gegründet wurde. In der Elf spielen U23-Nationalspieler und auch Perspektivspieler. Ihnen soll die Möglichkeit gegeben werden, Spielpraxis in der ersten Liga zu sammeln. Sein Erstligadebüt gab er am 12. Juli 2023 (20. Spieltag) im Auswärtsspiel gegen Balestier Khalsa. Hier stand er in der Startelf und spielte die kompletten 90 Minuten.